# Dolina Rudna

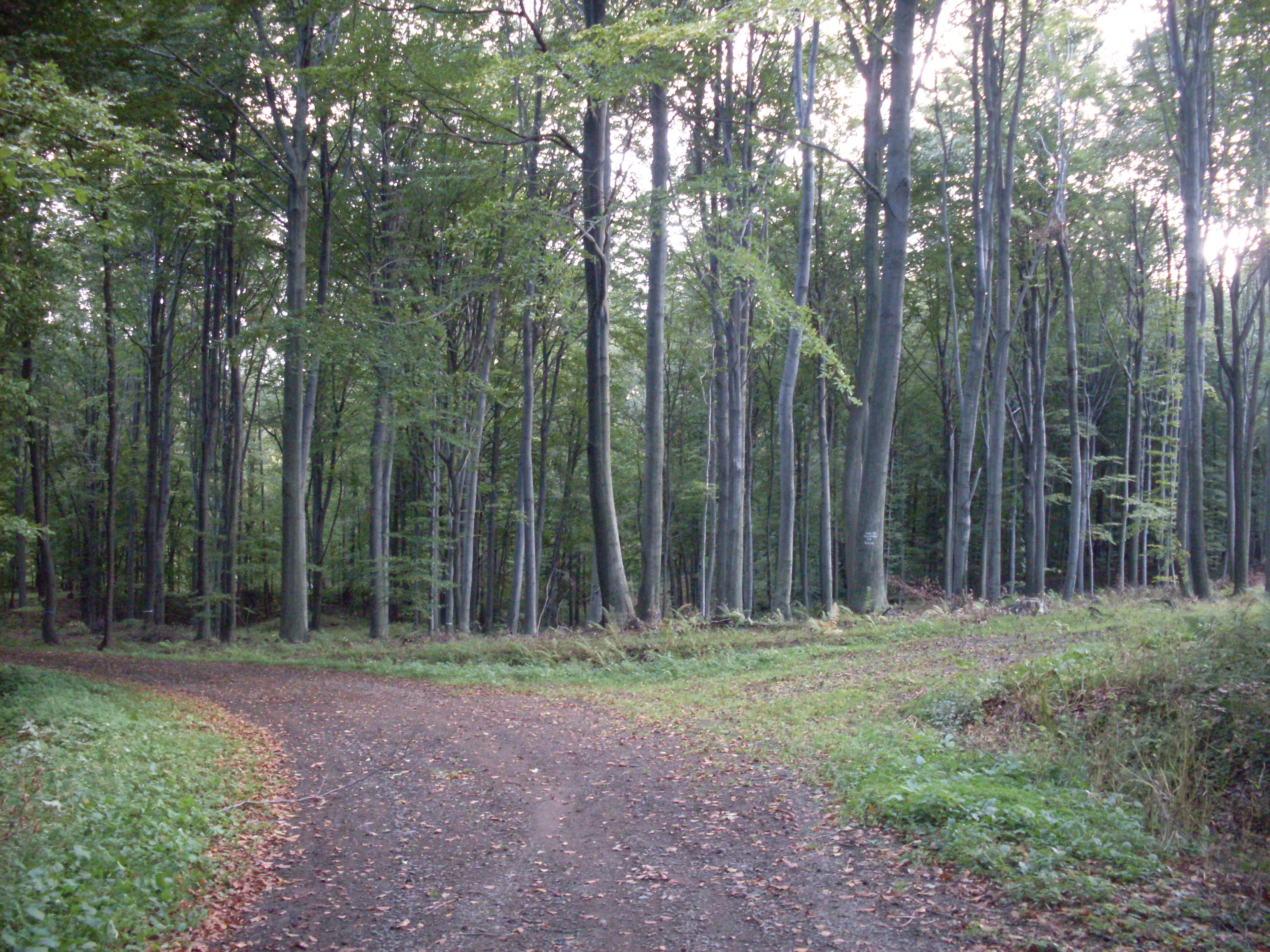
Orley

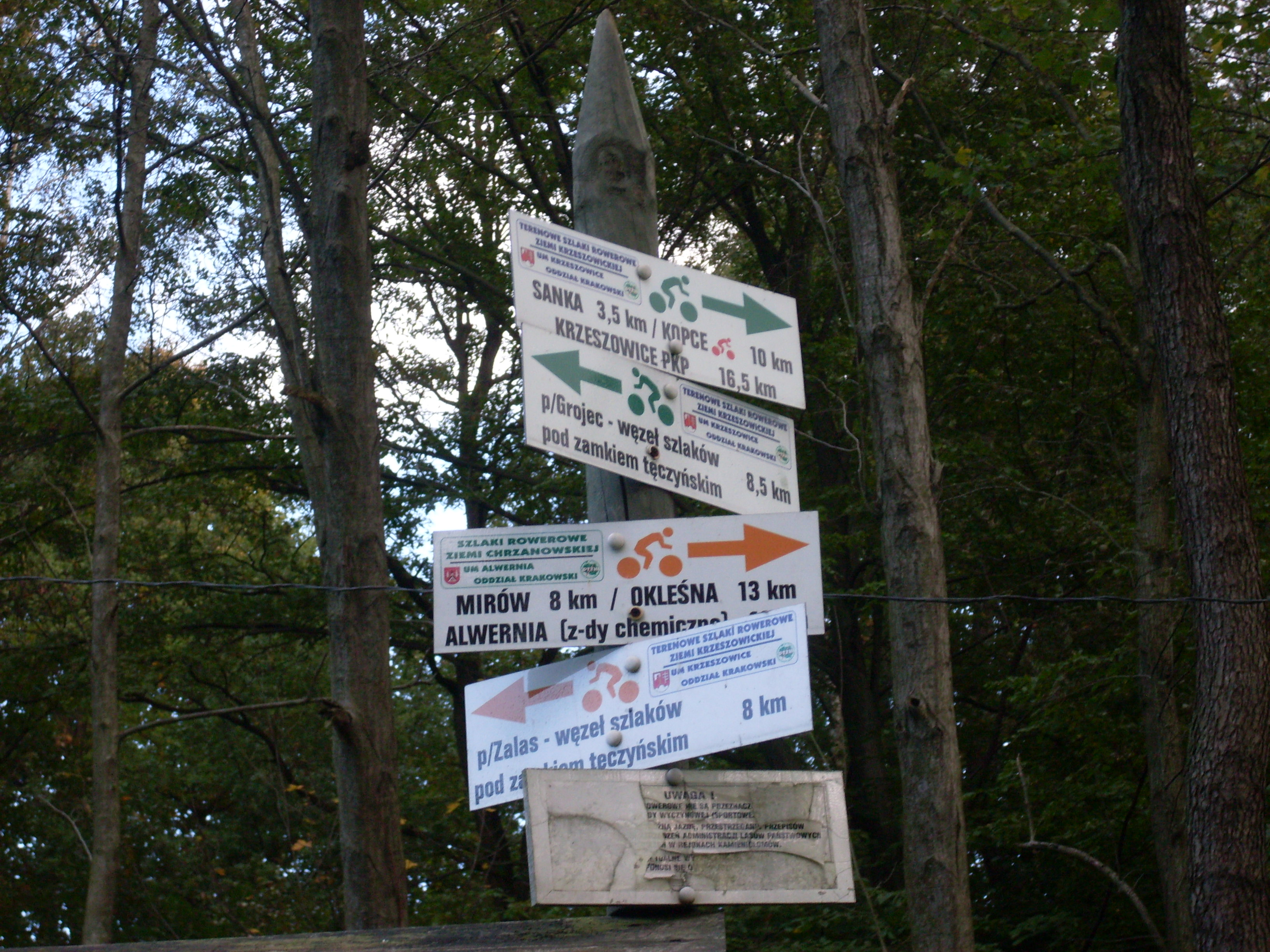
Tablica szlaków w dolinie

Dolina Rudna – dolina na Wyżynie Krakowsko-Częstochowskiej, na Garbie Tenczyńskim w powiecie krakowskim, w gminie Krzeszowice i w gminie Czernichów. Jej górna cześć to dolina Wrzosy.
W dolinie  znajduje się rezerwat przyrody Dolina Potoku Rudno – rezerwat przyrody leśno-krajobrazowy o powierzchni 95,94 ha, a wraz z otuliną 100,88 ha. Utworzony został w 2001. Jest fragmentem większego lasu, zwanego Lasem Orlej i wraz z nim wchodzi w skład Rudniańskiego Parku Krajobrazowego. Teren rezerwatu w najwyższym punkcie ma wysokość 318 m n.p.m. Rezerwat obejmuje fragment dobrze zachowanego łęgu olszowego oraz znajdujące się po zachodniej stronie stanowiska geologiczne dawnego kamieniołomu porfirów „Orlej”. Osobliwością są stanowiska skrzypu olbrzymiego. Przez teren rezerwatu przepływa potok Rudno. Miejscami wyciął on w stokach stromy jar o urwistych ścianach skalnych.

## Szlaki rowerowe
– z Krzeszowic przez Miękinię, Dolinę Kamienic, Wolę Filipowską, Puszczę Dulowską, Las Orlej, rezerwat przyrody Dolina Potoku Rudno, Sankę, Dolinę Sanki i Niedźwiedzią Górę do Krzeszowic.